# Unité urbaine de Saint-Nazaire
Ne doit pas être confondu avec unité urbaine de Saint-Nazaire (Pyrénées-Orientales).
L'unité urbaine de Saint-Nazaire est une unité urbaine française centrée sur la ville de Saint-Nazaire, sous-préfecture et deuxième ville de la Loire-Atlantique, dans la région des Pays de la Loire.
Elle fait partie de la catégorie des grandes agglomérations urbaines de la France, c'est-à-dire ayant plus de 100 000 habitants.

## Données générales
En 2010, selon l'Insee, l'unité urbaine de Saint-Nazaire était composée de onze communes, toutes situées dans le département de la Loire-Atlantique, plus précisément dans l'arrondissement de Saint-Nazaire.
Dans le nouveau zonage de 2020, elle est composée de dix-sept communes, intégrant les unités urbaines 2010 de Saint-Brevin-les-Pins et de Saint-Joachim-Saint-Malo-de-Guersac.
En 2022, avec 193 788 habitants , elle constitue la 2e unité urbaine du département de la Loire-Atlantique, étant devancée de loin par l'unité urbaine de Nantes, préfecture de ce département.
Dans les Pays de la Loire, elle occupe le 4e rang régional se situant après les unités urbaines de Nantes, la capitale régionale (1er rang régional), d'Angers (2e rang régional) et du Mans (3e rang régional).
En 2022, sa densité de population qui s'élève à 410 hab/km2 en fait une unité urbaine moyennement peuplée aussi bien dans le département de la Loire-Atlantique que dans la région des Pays de la Loire.
Par sa superficie, elle ne représente que 6,86 % du territoire départemental mais, par sa population, elle regroupe 13,15 % de la population du département de la Loire-Atlantique en 2022, soit plus d'un dixième de la population départementale.

Agglomérations de plus de 100000 habitants en France en 2022.

## Composition 2020 de l'unité urbaine
Elle est composée des 17 communes suivantes :
| Nom                          | Code Insee | Département      | Statut       | Superficie (km2) | Population (dernière pop. légale) | Densité (hab./km2) | Modifier                                    |
| ---------------------------- | ---------- | ---------------- | ------------ | ---------------- | --------------------------------- | ------------------ | ------------------------------------------- |
| Saint-Nazaire (ville-centre) | 44184      | Loire-Atlantique | ville-centre | 46,79            | 73 111 (2022)                     | 1 563              | modifier les données · modifier les données |
| Batz-sur-Mer                 | 44010      | Loire-Atlantique | banlieue     | 9,27             | 2 799 (2022)                      | 302                | modifier les données · modifier les données |
| Le Croisic                   | 44049      | Loire-Atlantique | banlieue     | 4,50             | 4 081 (2022)                      | 907                | modifier les données · modifier les données |
| Donges                       | 44052      | Loire-Atlantique | banlieue     | 48,50            | 8 117 (2022)                      | 167                | modifier les données · modifier les données |
| La Baule-Escoublac           | 44055      | Loire-Atlantique | banlieue     | 22,19            | 16 613 (2022)                     | 749                | modifier les données · modifier les données |
| Guérande                     | 44069      | Loire-Atlantique | banlieue     | 81,44            | 16 684 (2022)                     | 205                | modifier les données · modifier les données |
| Montoir-de-Bretagne          | 44103      | Loire-Atlantique | banlieue     | 36,79            | 7 289 (2022)                      | 198                | modifier les données · modifier les données |
| La Plaine-sur-Mer            | 44126      | Loire-Atlantique | banlieue     | 16,39            | 4 617 (2022)                      | 282                | modifier les données · modifier les données |
| Pornichet                    | 44132      | Loire-Atlantique | banlieue     | 12,67            | 12 530 (2022)                     | 989                | modifier les données · modifier les données |
| Le Pouliguen                 | 44135      | Loire-Atlantique | banlieue     | 4,39             | 4 007 (2022)                      | 913                | modifier les données · modifier les données |
| Préfailles                   | 44136      | Loire-Atlantique | banlieue     | 4,88             | 1 246 (2022)                      | 255                | modifier les données · modifier les données |
| Saint-André-des-Eaux         | 44151      | Loire-Atlantique | banlieue     | 24,71            | 6 949 (2022)                      | 281                | modifier les données · modifier les données |
| Saint-Brevin-les-Pins        | 44154      | Loire-Atlantique | banlieue     | 19,29            | 14 645 (2022)                     | 759                | modifier les données · modifier les données |
| Saint-Joachim                | 44168      | Loire-Atlantique | banlieue     | 86,22            | 4 125 (2022)                      | 48                 | modifier les données · modifier les données |
| Saint-Malo-de-Guersac        | 44176      | Loire-Atlantique | banlieue     | 14,62            | 3 221 (2022)                      | 220                | modifier les données · modifier les données |
| Saint-Michel-Chef-Chef       | 44182      | Loire-Atlantique | banlieue     | 25,12            | 5 520 (2022)                      | 220                | modifier les données · modifier les données |
| Trignac                      | 44210      | Loire-Atlantique | banlieue     | 14,38            | 8 234 (2022)                      | 573                | modifier les données · modifier les données |

## Évolution démographique
L'évolution démographique ci-dessous concerne l'unité urbaine selon la délimitation de 2020.
| 1968    | 1975    | 1982    | 1990    | 1999    | 2006    | 2011    | 2016    | 2022    |
| ------- | ------- | ------- | ------- | ------- | ------- | ------- | ------- | ------- |
| 137 835 | 149 003 | 154 231 | 156 030 | 163 642 | 175 559 | 176 814 | 183 752 | 193 788 |